# Корри, Рэйчел
Рэйчел Эйлиэн Корри (англ. Rachel Aliene Corrie; 10 апреля 1979, Олимпия, Вашингтон — 16 марта 2003, Рафах, сектор Газа) — американская активистка, выступавшая против израильской оккупации Западного берега реки Иордан и войны в Ираке. Состояла в организации International Solidarity Movement (ISM). Корри погибла в возрасте 23 лет в Секторе Газа при попытке защитить от разрушения дом доктора С. М. Насраллы. Её раздавил бронированный бульдозер Армии обороны Израиля, когда она встала на его пути.
Врачи-очевидцы события и активисты ISM утверждали, что Корри была одета в сигнальный жилет и бульдозер переехал её умышленно, в то время как израильская армия утверждала, что это был несчастный случай из-за того, что оператор бульдозера не увидел её. После инцидента расследование израильской армии заключило, что смерть Корри была по их мнению несчастным случаем из-за ограниченной видимости бульдозера. Это заключение вызвало критику со стороны организаций Amnesty International, Human Rights Watch, «Бецелем» и «Еш дин». Human Rights Watch назвала решение частью «паттерна вседозволенности для израильских военных».
Согласно решению Окружного суда в Хайфе, подтверждённого Верховным судом Израиля, гибель Рэйчел Корри была «несчастным случаем, произошедшим в зоне военных действий». Суд освободил Израиль от выплаты компенсации семье погибшей.

## Детство и образование
Корри родилась 10 апреля 1979 года и выросла в городе Олимпия, штат Вашингтон. Мать Корри, Синди, описывает их семью как «среднестатистических американцев, придерживающихся либерализма в политике, консерватизма в экономике и представителей среднего класса». Рэйчел была младшей дочерью из трёх детей.
После того как Рэйчел окончила среднюю школу, она поступила в местный Колледж Вечнозелёного штата, где изучала искусства. В ходе обучения она участвовала в различных добровольческих программах, в частности, по уходу за душевнобольными. На последнем году обучения она предложила свой независимый образовательный проект, в ходе которого она намеревалась поехать в Газу, присоединиться там к акциям протеста международных активистов против израильской оккупации и организовать проект «городов-побратимов» между Рафахом и Олимпией. Перед тем, как отправиться в поездку, она организовала проект по переписке между детьми в Рафиахе и Олимпии.
В пятом классе она произнесла следующую речь:
«Я здесь ради других детей. Я здесь, потому что мне не все равно. Я здесь, потому что во всем мире страдают дети, и потому что ежедневно от голода умирают сорок тысяч человек. Я здесь, потому что большинство из них — дети. Мы должны понять, что вокруг множество бедных людей, которых мы игнорируем. Мы должны понять, что эти смерти можно предотвратить. Нам всем нужно понять, что люди в странах третьего мира мыслят, любят, улыбаются и плачут, так же как и мы. Необходимо понять, что все мы одно целое.»

## В Секторе Газа
Корри работала в Секторе Газа в составе группы «International Solidarity Movement» (ISM). Эта группа пыталась предотвратить разрушение жилых домов израильской армией в районе Рафиаха — городе, расположенном по обе стороны границы Египта с Газой, через которую по подземным тоннелям производилась контрабанда оружия в сектор (см. Контрабандные тоннели в Секторе Газа).
Ряд источников считает эти израильские действия противоречащими Женевским конвенциям 1949 года..

Рэйчел Корри сжигает американский флаг. Сектор Газа, 15 февраля 2003 г.

Согласно Израилю, он действовал в соответствии с Женевскими конвенциями, так как её требования не распространяются на территории, не относящиеся к какому-либо государству, являющемуся участником этих конвенций.. Кроме того, в мае 2004 года, Верховный Суд Израиля отклонил иски против разрушения домов в Рафиахе, постановив что такое разрушение оправдывается необходимостью самозащиты Израиля против контрабанды оружия
 и атак против израильских войск.
Активисты группы вставали на пути израильских бульдозеров и при помощи мегафонов зачитывали тексты международных конвенций. Израильская армия, как правило, не предпринимала действий против западных пацифистов, и подобный метод был эффективным средством временно предотвратить уничтожение домов.
Группа, в которую входила Рэйчел Корри, «поселилась в палестинском доме, чтобы на себе испытать все трудности жизни в Газе». Девушка писала домой «репортажи с переднего края». Чтобы завоевать симпатии местных жителей и преодолеть их подозрительность по отношению к чужакам, она стала носить арабскую одежду, «чтобы продемонстрировать: она здесь, среди них, своя». В ней же Корри давала интервью, в феврале 2003 года поджигала на глазах у школьников Газы флаг США, участвовала в символическом суде, осудившем «преступления администрации Буша».

## Смерть Корри

### Версия активистов «Международного движения солидарности»

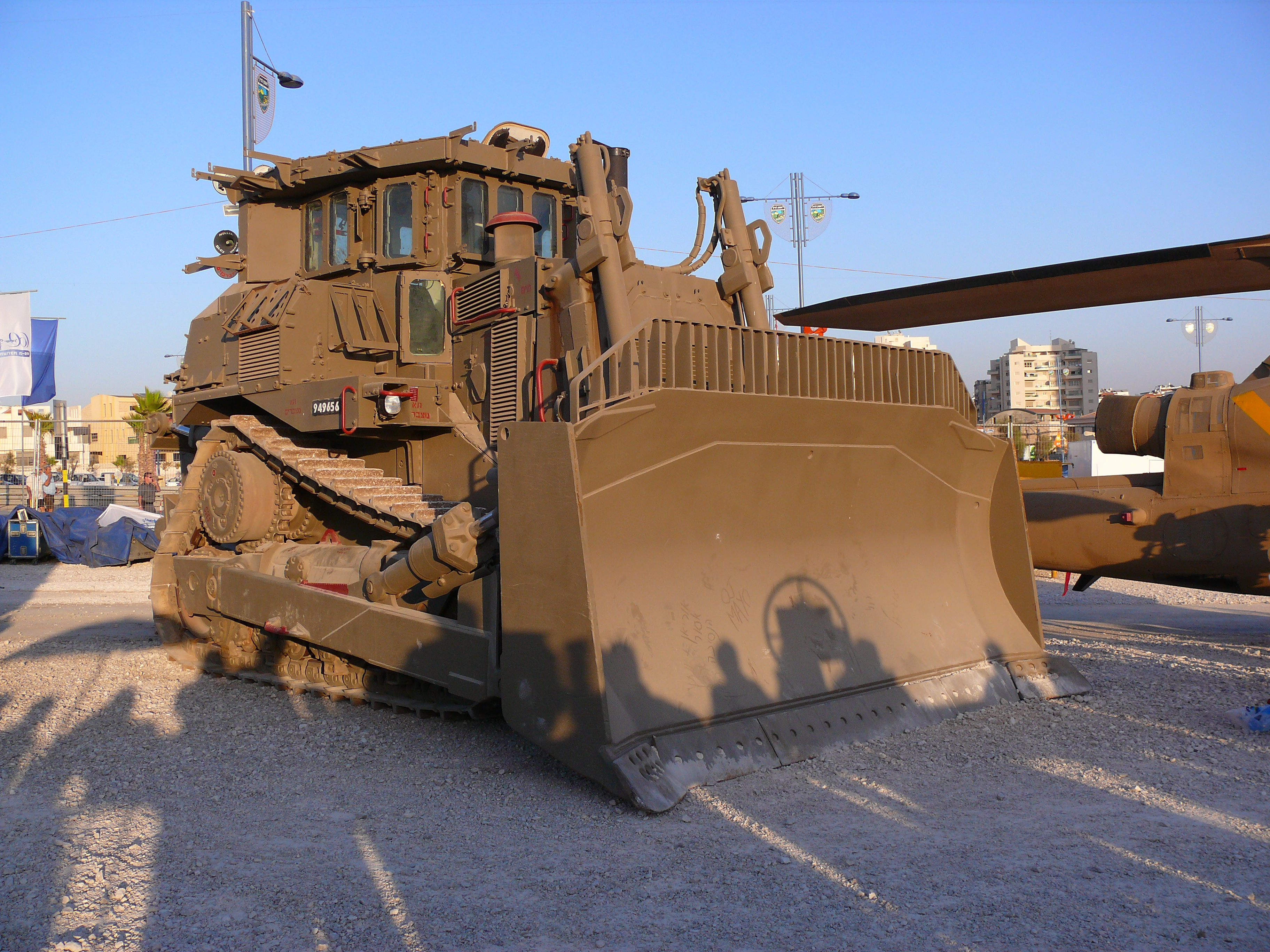
Бронированный бульдозер Caterpillar D9.

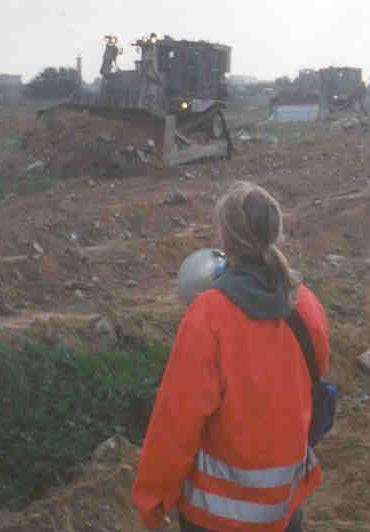
Рэйчел Корри в тот же день, 16:03 (не в случае, приведшем к её гибели)

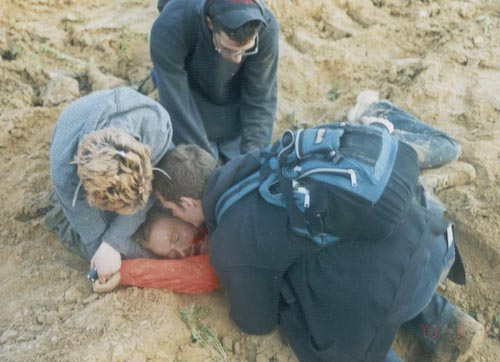
Рэйчел Кори после того как она была, согласно ISM, «раздавлена бульдозером».

Активисты ISM, очевидцы событий, рассказывают, что оператор бульдозера намеренно переехал Корри, когда она преградила бульдозеру путь к дому, предназначенному для уничтожения.
По их словам, в тот день израильские солдаты, занимающиеся уничтожением домов, изначально вели себя агрессивно. Бульдозеры подъезжали вплотную к активистам, встававшим на их пути, физически отталкивая их, однако в последний момент они всегда останавливались и отъезжали. Один раз бульдозер практически наехал на одного из активистов, повалив его на землю и частично завалив песком, но сдал назад в самый последний момент. Солдаты выкрикивали ругательства в адрес активистов и команды покинуть территорию. По земле перед активистами был открыт предупредительный огонь из пулемёта, пули попали в землю в нескольких метрах от них.
Активисты свидетельствуют, что Корри стояла между бульдозером и стеной дома и что на ней был флюоресцентный жилет. Всё это происходило на открытой местности и операторы бульдозера её отлично видели издалека с расстояния 10-15 метров. Корри руками подавала оператору бульдозера сигналы остановиться.
Корри стояла перед бульдозером до последнего момента. Подъезжая к ней, бульдозер опустил щит и стал сгребать землю. Когда бульдозер подъехал, Корри забралась по куче земли, как в ходе протестов часто делали активисты. В этот момент, по утверждению свидетелей, она была видна из кабины. Как правило, в такой ситуации бульдозеры сдавали назад.
Однако на этот раз оператор не остановился. Бульдозер опрокинул девушку и переехал её, в результате чего она полностью оказалась под машиной. Совершив наезд, бульдозер, несмотря на крики присутствующих, продолжал движение ещё около 5 метров, после чего (через несколько секунд), не поднимая щита, сдал назад по прямой траектории.
Корри получила множественные ранения и умерла по дороге в больницу.
.

### Версия израильского правительства
Израильская армия и правительство отрицает предлагаемую ISM версию и объясняют смерть Рэйчел Корри трагическим несчастным случаем. Согласно официальной израильской версии, Корри была убита обломками, которые толкал бульдозер, при этом, водитель не видел её из-за ограниченного угла обзора из кабины бульдозера за грудой мусора, когда бульдозер расчищал предположительно заминированные кусты и мусор и не намеревался сносить дом в тот момент, когда Корри пыталась блокировать его продвижение к дому. Бульдозеры работали без наружного прикрытия из-за высокой вероятности обстрелов, в то время как водители были надёжно защищены броней.
Согласно результатам расследования, проведённого прокуратурой АОИ, водитель не мог ни видеть, ни слышать Корри из кабины бульдозера. Пресс-секретарь АОИ заявил о прямой ответственности ISM за случившуюся трагедию, и что именно действия членов ISM привели к ней..
АОИ выпустило видео, включающее кадры, снятые из кабины бульдозера. Американский журналист Джошуа Хаммер считает достоверной ситуацию, при которой водитель (физически) не мог видеть Корри через узкие пуленепробиваемые стёкла и элементы конструкции бульдозера.
Водитель бульдозера и другие военные в зоне конфликта прошли проверку на детекторе лжи в израильской военной полиции, их показания были признаны правдивыми, и дело против них было закрыто..
Позже в СМИ появлялась версия о том, что в доме, который предназначался к сносу, находился туннель для контрабанды оружия из Египта, но согласно военным источникам, такой оперативной информации на 16 марта не поступало.

## Дальнейшие события
После смерти Корри палестинская партия ФАТХ организовала церемонию в честь её памяти, на которой присутствовали помимо простых палестинцев так же члены движения ХАМАС и террористических группировок[каких?]. Появившийся израильский танк атаковал траурную церемонию при помощи слезоточивого газа. Активисты бросали в танк цветы, а в ответ израильские солдаты грозили переехать их. Вскоре на место проведения церемонии прибыли израильские БТР и бульдозеры, которые начали обстрел и стрельбу газовыми гранатами — они разогнали траурное мероприятие.

## Судебные разбирательства
10 марта 2010 года в Израиле начались слушания по иску, поданному семьёй Рэйчел Корри против израильского правительства и армии. На нём Ричард Пёрсселл, активист ISM и свидетель событий, представил своё описание гибели Рэйчел.
Согласно Максу Блюменталю, после гибели девушки Израиль отказывался предоставить ключевые детали своего расследования. Также в ходе слушаний в первый день суда выяснилось, что на основных следователей дела оказывалось давление. В первый день слушаний юристы семьи Кори смогли доказать, основываясь на показаниях «Одеда», одного из следователей дела, что генерал-майор Дорон Альмог, бывший глава Южного командования израильской армии, пытался воспрепятствовать допросу водителя бульдозера и угрожал всем следователям данного дела.
28 августа 2012 года Окружной суд Хайфы отклонил иск родителей гражданки США Рейчел Корри, требовавших от правительства Израиля компенсацию за гибель их дочери, а также «наказания виновных в преднамеренном убийстве». Суд постановил, что Корри сознательно нарушила предписание командования ЦАХАЛа, объявившего район бывшего «филадельфийского коридора» закрытой военной зоной во время операции по разрушению дома террориста из Рафиаха в марте 2003 года. Суд поддержал версию отдела расследований военной прокуратуры. Согласно результатам этого расследования, водитель армейского бульдозера не мог ни видеть, ни слышать Корри из кабины бульдозера. Однако бульдозерист в любом случае не мог не знать, что на месте работ в этот момент проходит акция по предотвращению разрушения домов, и должен был соблюдать повышенную осторожность, поскольку поблизости заведомо находились люди. Суд признал гибель американской активистки несчастным случаем, произошедшим в зоне военных действий, и освободил ответчиков от выплаты компенсации семье погибшей.
12 февраля 2015 года Верховный суд Израиля не принял к рассмотрению апелляцию семьи Корри на решение суда в Хайфе. Таким образом, он оставил в силе его решение, признавшее гибель Р. Корри «несчастным случаем, произошедшим в зоне военных действий, и освободил ответчиков от выплаты компенсации семье погибшей».

## Мемориалы и память

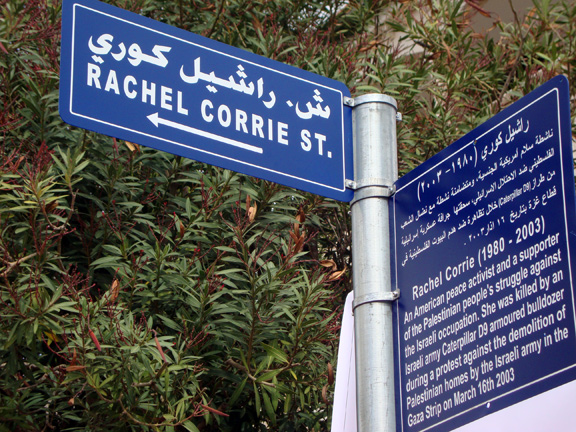
Улица в Рамалле названная в честь Рэйчел Кори.

В 2005 году в Лондоне была поставлена пьеса «Моё имя Рэйчел Корри», которая была основана на дневниках и электронных письмах Корри, которые она посылала из сектора Газа. В 2006 году пьеса была показана на Бродвее (48 спектаклей), а также в десяти разных странах, включая Израиль. При этом, пьеса критиковалась как «беззастенчиво однобокая», не дающая полный картины всего инцидента и не упоминающая о том, что версия гибели Рэйчел от ISM — не единственная и подвергается сомнению.
Американский композитор Филлип Мунгер, проживающий на Аляске, написал кантату «The Skies are Weeping», посвящённую Рэйчел Корри. Кантата вызвала крайнее возмущение у местной еврейской общины. Композитор получал электронные письма с выражениями ненависти. Местный раввин заявил, что «кантата односторонняя» и «критикует Израиль, но не террористов-смертников, и легитимизирует терроризм». В результате Мунгер решил отменить исполнение кантаты на Аляске; пропалестинские активисты назвали это решение капитуляцией перед «бешеными сионистскими псами», а друг Мунгера, еврей Маркус Бишко, выступивший с критикой произведения, также стал получать письма с угрозами.
Именем Рэйчел Кори был назван один из судов входивших в состав «Free Gaza Movement», которая в июне 2010 года пыталась прорвать блокаду Сектора Газа. Судно везло несколько сотен тонн медицинского оборудования и другую гуманитарную помощь. На борту находились пять граждан Ирландии и шесть граждан Малайзии, среди которых была лауреат Нобелевской премии мира за 1976 год Мейрид Корриган Магуайр.
В 2009 году режиссёром Симоной Биттон был снят документальный фильм «Rachel».
16 марта 2010 года улица в Рамалле была переименована в улицу Рэйчел Корри. В средней школе в деревне Кафр-Цур (около Туль-Карема) создан музей Корри. На въезде в деревню установлен памятный камень.

## Критика организации ISM и использования имени Р. Корри
Ряд произраильски настроенных источников считает организацию ISM радикальной, и поддерживающей насильственные акции против Израиля. Организация поддерживает «вооруженную борьбу палестинцев», сотрудничая с такими группировками как ХАМАС и Палестинский исламский джихад. Медиа-координатор группы Ф. Розовски, в частности, назвал государство Израиль «незаконным образованием, которое не должно существовать».
При этом, по мнению произраильски настроенных критиков, этой организацией, с одной стороны, идеализируются мотивы и действия палестинской стороны и наоборот, израильские — демонизируются, а необходимость Израиля защитить своих граждан от террористических атак — игнорируется. В результате, такие члены ISM, как Рэйчел Корри, вольно или нет, способствуют проникновению оружия в сектор Газа и становятся орудием в руках террористических организаций.
МИД Израиля и другие источники приводят данные о контактах членов ISM с террористами, в частности, с теми, кто совершил теракт в баре «Mike's Place»